# Peter Taptuna
Peter Taptuna, né le 28 octobre 1956 à Cambridge Bay, est un homme politique canadien, premier ministre du Nunavut de 2013 à 2017.

## Biographie
Peter Taptuna a passé la plus grande partie de sa vie à Kugluktuk.
Après avoir fréquenté un pensionnat à Inuvik, dans les Territoires du Nord-Ouest, il a travaillé dans l’industrie pétrolière et gazière durant 13 ans. Pendant cette période, il a été membre de la première et seule équipe de forage entièrement inuit sur une plate-forme située dans la mer de Beaufort. Il a également travaillé à la mine d’or Lupin (en) et pour l'Association de trappeurs et de chasseurs de Kugluktuk.
Titulaire d'un diplôme de gestion obtenu au Nunavut Arctic College, il est également titulaire d’une attestation d’expérience d’ouvrier qualifié et du Sceau rouge interprovincial.
De 1999 à 2004, il siège au conseil municipal de Kugluktuk et devient maire suppléant. Il a également été membre du conseil d’administration de la Kitikmeot Corporation et de la Société de développement du Nunavut.
Peter Taptuna est élu en 2008, puis réélu le 28 octobre 2013 comme député à l'Assemblée législative du Nunavut pour la circonscription de Kugluktuk. Le 15 novembre suivant, il est élu par l'Assemblée, premier ministre du Nunavutet prend ses fonctions le 19 novembre.
Il ne se représente pas aux élections du 30 octobre 2017 et quitte peu après son poste de premier ministre, où il est remplacé par Paul Quassa.

## Vie privée
Marié à Joanne Taptuna, ils ont eu cinq enfants, et sont grands-parents de neuf petits-enfants.